# 夏龍
夏龍（1940年—2013年12月9日），生於湖南，長於台灣，前中華民國陸軍少將，政治人物，中國國民黨籍，曾任台灣省政府經濟發展暨研究考核委員會主委，為親民黨主席宋楚瑜重要幕僚。

## 生平
畢業於中華民國陸軍官校，隨後以公費留學美國。1966年，回到台灣，至蔣經國辦公室擔任侍從武官，認識當時擔任蔣經國辦公室英文秘書的宋楚瑜。
因其留學背景，夏龍被調派至國防部駐美採購團，在美國負責武器採購事務的協調。之後調回台灣，升任少將後，擔任陸軍總部計畫署署長。
宋楚瑜擔任台灣省省長時，夏龍辦理提前退休，擔任省長機要室主任。隨後擔任省府經研會主委，負責省府各廳處對基層建設的管控工作。因為熟悉每個鄉鎮需要與建設進度，夏龍經常隨宋楚瑜去拜訪各鄉鎮，被媒體稱為「宋楚瑜分身」。
賀伯風災後，夏龍擔任救災指揮。夏龍長於管理，重視追蹤、考核，發明陳情單，防止地方工程偷工減料、拖延進度。災後全省8千8百多件重建工程，在夏龍指揮下，1年內就完成8成多。
宋楚瑜退出國民黨後，夏龍仍是宋楚瑜重要幕僚幹部。宋楚瑜3次總統大選、1次台北市長選舉，都由夏龍負責選舉操盤與資源調配。宋楚瑜2012年總統選舉，連署作業也由夏龍操盤。
2013年12月9日，因腎臟癌病逝於台北市中山醫院。